# Феокрит из Хиоса
Феокрит (др.-греч. Θεόκριτος; IV век до н. э.) — древнегреческий историк, ритор и софист.
По одной из версий Феокрит был автором оскорбительных прозвищ царя Антигона «Циклоп» и «Одноглазый». В античных источниках приведено несколько версий убийства Феокрита по приказу Антигона, которые предполагают противоположные трактовки особенностей личности царя.

## Биография
Сведения о жизни Феокрита очень скудны. Данные античных источников не позволяют создать подробную биографию персонажа. Феокрит родился на острове Хиос в восточной части Эгейского моря. Происходил из незнатной бедной семьи, однако впоследствии разбогател, о чём свидетельствует характеристика Феопомпа: «Теперь он пьет из золота и серебра и ест с таких же блюд, а ведь раньше у него не то что серебряной посуды не было, но и бронзовой, а была только глиняная, да и та битая». Афиней упоминает брата Феокрита прославленного игрока в мяч Демотела. В молодости Феокрит обучался у ученика Исократа Метродора.
Феокрит был лидером демократической партии в Хиосе. Промакедонскую партию представлял историк Феопомп, который даже писал Александру письма с изобличениями Феокрита. По всей видимости Феокрит был уверен, что Александр не вернётся из своих походов, что придавало ему уверенности в противостоянии с Феопомпом. После смерти Александра он был вынужден покинуть родной остров. Феопомп учился у Исократа, а Феокрит у ученика Исократа Метродора. На этом основании Р. Биллоуз делает вывод, что Феокрит был моложе своего политического оппонента Феопомпа, который родился около 380 года до н. э.
Судя по сохранившимся цитатам Феокрита, он был противником македонского экспансионизма Филиппа II и Александра Македонского. Так, согласно Афинею, когда Александр захотел одеть гетайров в пурпурные одежды и отправил приказы в ионийские города прислать пурпур, Феокрит заметил, что наконец-то понял истинную суть строки из «Илиады» Гомера: «Очи смежила пурпурная смерть и могучая участь». Также сохранилась язвительная эпиграмма Феокрита в адрес Аристотеля. Гермипп утверждал, что Феокрит также бранил Анаксимена за неумение одеваться со вкусом.

## Гибель
После смерти Александра Феокрит был вынужден примириться с властью диадохов. Однако, согласно античной традиции, он не утратил остроты на язык из-за чего был казнён Антигоном. Плутарх в сочинениях «О воспитании детей» и «Застольные беседы», а также Макробий и другие античные авторы передают в разных вариациях историю о том как Феокрит оскорбил Антигона. Согласно Плутарху, Антигон несколько раз отправлял к известному оратору своего повара и бывшего военачальника Евтропиона, чтобы пригласить того на обед «для бесед». Каждый раз Феокрит отказывался от царского приглашения. В конечном итоге он передал Антигону весьма дерзкий ответ, который представлял собой игру слов. Философ поглумился над Евтропионом, которого назвал «μάγειρος» (одновременно «поваром» и «мясником», в значении «жестокий убийца»). Также он назвал Антигона «Циклопом», тем самым сравнив правителя, который в молодости потерял глаз в бою, с негативным мифологическим персонажем. Антигон хоть и сам, согласно Плутарху, шутил над своим увечьем, счёл слова Феокрита прямым оскорблением и приказал казнить остряка. По одной версии, друзья Феокрита советовали ему молить о пощаде «перед глазами царя», на что тот ответил, «что это невозможное условие», вновь обыгрывая отсутствие у Антигона глаза. По другой версии, Феокрит был доставлен к Антигону и вместо того, чтобы умолять о помиловании, указал на «несбыточную надежду о здоровье», тем самым повторно оскорбив царя. По третьей версии, Антигон отправил к Феокриту наёмного убийцу.
Каждая из версий предполагает несколько трактовок. По одной, Антигон тяжело переживал своё увечье, а Феокрит был автором оскорбительных прозвищ «Циклоп» и «Монофтальм» («Одноглазый»). Эти определения прочно прикрепились к Антигону, так как его личные качества соответствовали «циклоповским» жестокости и беспощадности. Возможно, что Феокрит жил и злословил в сторону Антигона вне его владений. В таком случае версия о наёмном убийце выглядит наиболее вероятной. Хотя и не исключено, что Феокрит был придворным философом у Антигона и превысил «лимит милосердия» царя. В «плутарховой версии» Антигон представлен терпеливым правителем, который несколько раз приглашал к своему двору известного софиста, но в конечном итоге на фоне нанесенного оскорбления потерял терпение. В версии Макробия Антигон приговорил Феокрита к смерти только после второго оскорбления, которое было высказано при личной встрече. В таком случае Антигон представлен терпимым к насмешкам и клевете правителем, чьё милосердие оказалось меньшим чем дерзость и упрямство Феокрита. С.-Т. Теодорссон считал более соответствующим действительности версию Макробия. По мнению историка, ситуацию с Феокритом запомнили в первую очередь благодаря тому, что ему «удалось вывести из себя» Антигона, чьи сдержанность и самообладание вошли в поговорку. О. Л. Габелко считал данный вывод неверным. Он указывал, что в таком изложении поведение Феокрита выглядит совсем уж безрассудным и нелогичным.
Точно датировать казнь или убийство Феокрита невозможно. Событие произошло не ранее 321 года до н. э., когда Антигон получил фактически неограниченную власть в Малой Азии. На основании упоминания Плутархом царского достоинства Антигона можно предположить, что событие произошло в промежутке между его коронацией в 306 году до н. э. и смертью в 301 году до н. э. Память о гибели Феокрита сохранилась в трудах историков, которые жили через много веков после данного события. Это может свидетельствовать как об общественном порицании Антигона в связи с гибелью Феокрита, так и о результате пропаганды со стороны врагов Антигона и/или его наследников, которым было выгодно очернение своих противников.

## Сочинения. Публикации фрагментов
Согласно византийскому энциклопедическому словарю X века Суда Феокрит написал три сочинения:
- «Χρείαι» — сборник эпиграмм, остроумных высказываний. Возможно, именно это сочинение упоминает Диоген Лаэртский, когда писал о трактате авторства Амбриона[англ.] «О Феокрите»[11][4];
- «Ίστορία Λιβύης» («История Ливии») — возможно, хоть и маловероятно, информацию из этого трактата использовал мифограф Фульгенций[21][22];
- «Έπιστολαι φαυμάσιαι» («Это невероятно») — сборник с описанием «невероятных вещей»[21].

Фрагменты из античных источников с упоминаниями Феокрита и приписываемых ему высказываний были опубликованы в «Fragmenta historicorum Graecorum».

### Исследования
- Бузескул В. П. Введение в историю Греции. Обзор источников и очерк разработки греческой истории в XIX и в начале XX в. / Вступ. ст. и общ. ред. проф. Э. Д. Фролова. — СПб.: ИД "Коло", 2005. — ISBN 5-901841-28-Х.
- Габелко О. Л. Антигон Монофтальм и Антигон Фуск: к интерпретации двух прозвищ эллинистических монархов // Antiquitas aeterna  / Отв. ред. А. В. Махлаюк и О. Л. Габелко. — Н. Новгород: Нижегородский государственный университет им. Н. И. Лобачевского, 2014. — Вып. 4. — С. 119—130.
- Billows R. Antigonos the One-eyed and the Creation of the Hellenistic State (англ.). — Berkeley; Los Angeles; London: University of California Press, 1997. — ISBN 0-520-06378-3.
- Müller K. W.[англ.]. THEOCRITUS CHIUS // Fragmenta historicorum Graecorum (лат.). — Parisiis: Ambrosio Firmin Didot, 1848. — Vol. II. — P. 86—87.
- Flower M. A. Theopompus of Chios: History and Rhetoric in the Fourth Century BC. — Oxford: Clarendon Press, 1997. — ISBN 0-19-815243-4.
- Heckel W. Who's Who in the Age of Alexander and his Successors. From Chaironea to Ipsos (338—301 BC) (англ.). — Barnsley: Greenhill Books, 2021. — 554 p. — ISBN 978-1-78438-648-1.
- Laqueur R.[англ.]. Theokritos 2 // Paulys Realencyclopädie der classischen Altertumswissenschaft :  [нем.] / Georg Wissowa. — Stuttgart : J. B. Metzler’sche Verlagsbuchhandlung, 1934. — Bd. V A,2. — Kol. 2025—2027.
- A Dictionary of Greek and Roman biography and mythology (англ.) / Ed. by William Smith. — Boston: Little, Brown, and company, 1867. — Vol. III.
- Teodorsson Sven-Tage. Theocritus the Sophist, Antigonus the One-Eyed, and the Limits of Clemency (англ.) // Hermes. — Franz Steiner Verlag, 1990. — Vol. 118, no. 3. — P. 380—382. — JSTOR 4476771.